# Ghino di Tacco
Ghino di Tacco, figlio di Tacco di Ugolino (La Fratta, XIII secolo – Sinalunga, 1303 o 1313), è stato un brigante italiano.

## Biografia

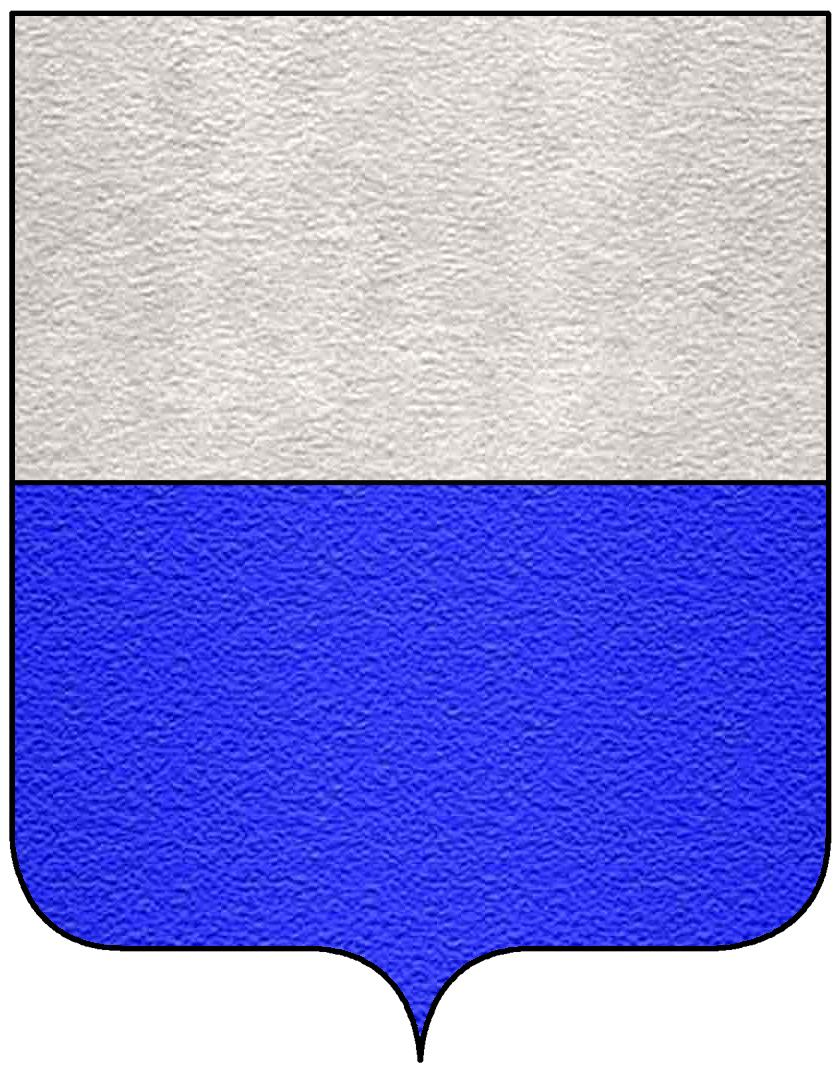
Stemma dei Cacciaconti

Nacque nella seconda metà del XIII secolo a La Fratta, al tempo sotto il controllo del Castello di Torrita, oggi nel comune di Sinalunga (SI). Figlio del conte ghibellino Tacco di Ugolino e di una Tolomei e fratello di Turino, era un rampollo della nobile famiglia Cacciaconti, ramo Guardavalle da cui deriva la famiglia Gagnoni di Guardavalle detta dei Guardavalli, nobili patrizi di Siena e Montepulciano.
Assieme al padre e allo zio omonimo, commetteva furti e rapine, nonostante la caccia che veniva data loro dalla Repubblica di Siena. Una volta catturati, i membri maggiorenni della banda vennero giustiziati nella Piazza del Campo di Siena, mentre Ghino e il fratello si salvarono grazie alla loro minore età.
Rifugiatosi a Radicofani (SI), una rocca sulla Via Cassia, al confine tra la Repubblica di Siena e lo Stato Pontificio, Ghino continuò la sua carriera di bandito, ma in forma di «gentiluomo», lasciando ai malcapitati sempre qualcosa di cui vivere. Boccaccio, infatti, lo dipinge come brigante buono nel suo Decameron parlando del sequestro dell'abate di Cluny, nella II novella del X giorno:
Dante, invece, gli concede un posto tra i personaggi citati nel sesto canto del Purgatorio della sua Divina Commedia, quando parla del giurista Benincasa da Laterina (l'Aretin), giureconsulto a Bologna, poi giudice del podestà di Siena, ucciso dalle braccia feroci (fiere, dal latino 'fĕrus', selvaggio, crudele) di Ghino di Tacco.
fiere di Ghin di Tacco ebbe la morte»
(Dante, Purgatorio VI, vv. 13-14)

### La gioventù
La data di nascita esatta di Ghino è incerta, ma si colloca di certo nella seconda metà del XIII secolo, viste le testimonianze che si hanno circa le scorribande della Banda dei Quattro composta da suo padre Tacco di Ugolino, suo zio Ghino di Ugolino ed i due piccoli fratelli, lo stesso Ghino che era il primogenito e Turino, il minore. Fin da piccolo, infatti, Ghino accompagnava il padre e lo zio nelle scorrerie nei dintorni del suo luogo di nascita, il piccolo castello-fattoria de La Fratta, nella Val di Chiana senese che allora faceva parte del territorio di Torrita. Il motivo dell'attività di briganti va ricercato probabilmente nella rendita, ovvero il prelievo della ricchezza terriera esercitato dalla Chiesa senese a favore dello Stato Pontificio, tassa ritenuta eccessiva dai nobiluomini ghibellini della Fratta dei Cacciaconti. In quell'epoca i castelli della zona, Asinalonga (l'odierna Sinalunga), Scrofiano, Rigomagno, Farnetella, Bettolle, Serre di Rapolano, Torrita, erano tutti di proprietà di uno dei membri della potente famiglia senese Cacciaconti Tolomei. Questo gli garantiva una sorta di impunità nei confronti del governo centrale di Siena.
Tuttavia questa condizione cessò nel luglio 1279, quando Tacco occupò il castello di Torrita, dandolo poi alle fiamme. Nella battaglia che ne derivò, Tacco ferì gravemente Jacopino da Guardavalle. Per questo motivo, e su iniziativa dei conti di Santa Fiora, Tacco ed il resto della Banda dei Quattro furono condannati dal tribunale del comune di Siena, che diede loro la caccia per molti anni ancora, fino a catturarli tutti nel 1285. Dopo essere stati torturati, lo zio Ghino di Ugolino ed il padre Tacco di Ugolino furono giustiziati in piazza del Campo a Siena nel 1286. La sentenza fu emanata dal famoso giudice Benincasa da Laterina (nato ad Arezzo), il quale, tra l'altro, dopo qualche anno venne nominato senatore ed auditor presso la corte dello Stato Pontificio. Ghino ed il fratello Turino sfuggirono alla morte soltanto perché ancora minorenni, e rimasero fuori dalla scena per due o tre anni.

### La fuga a Radicofani

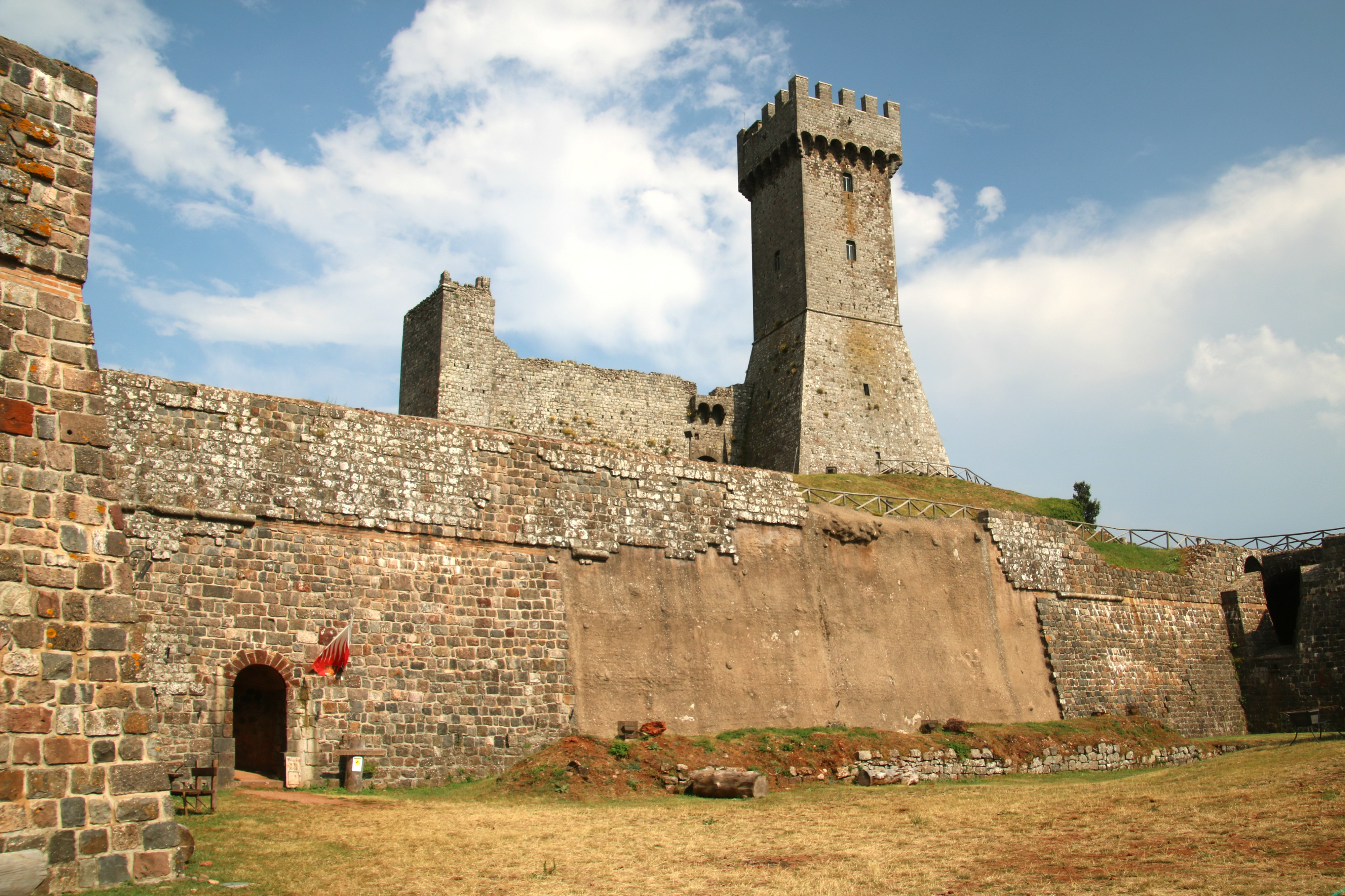
La rocca di Radicofani.

Nel 1290 Ghino di Tacco riprese, per così dire, ufficialmente la «remunerativa» attività del padre: sappiamo infatti che fu condannato ad una sanzione amministrativa di 1000 soldi per una sua rapina effettuata vicino a San Quirico d'Orcia. Nel frattempo Ghino manifestò l'intenzione di occupare una fortezza vicino a Sinalunga, senza l'autorizzazione della Repubblica di Siena. Questo non fu tollerato dall'autorità centrale di Siena, che bandì lo stesso Ghino dal territorio della repubblica. Ghino fuggì, occupando la fortezza di Radicofani (fino ad allora ritenuta impenetrabile), in territorio senese ma al confine con lo Stato Pontificio. Ghino si inserì nella lotta per il possesso della rocca, che poi conquistò facendone il proprio covo. Dal colle di Radicofani, Ghino continuò le sue scorribande, concentrandosi sui viandanti che passavano nella sottostante via Francigena, fondamentale via di comunicazione usata dai pellegrini in viaggio verso Roma (una delle più importanti vie di comunicazione medievali). Ghino compiva delle imboscate ai viaggiatori, si informava dei loro reali beni, poi li derubava quasi completamente, lasciando tuttavia ad essi di che sopravvivere ed offrendo loro un banchetto. Per questo motivo, e perché lasciava liberi di proseguire sia i poveri sia gli studenti, Ghino di Tacco fu considerato un ladro gentiluomo, una sorta di Robin Hood ante litteram.

### La notorietà
Fiero di questa sua fama, sentì il dovere di vendicare padre e fratello. Per questo si recò a Roma alla ricerca di Benincasa da Laterina, ormai diventato un importante giudice della corte dello Stato Pontificio. Al comando di quattrocento uomini e armato di una picca, entrò nel tribunale papale nel Campidoglio e decapitò il giudice Benincasa, infilandone poi la testa sulla picca che portò nella rocca di Radicofani, dove a lungo ne espose lo scalpo appeso al torrione. Fu proprio questo reale esempio di contrappasso, al limite tra un golpe ed un'impresa cavalleresca, che Dante Alighieri citò nei suddetti versi 13-14 del VI canto del Purgatorio della Divina Commedia, descrivendo il Secondo ripiano del Purgatorio, dove scontano la pena i Negligenti.

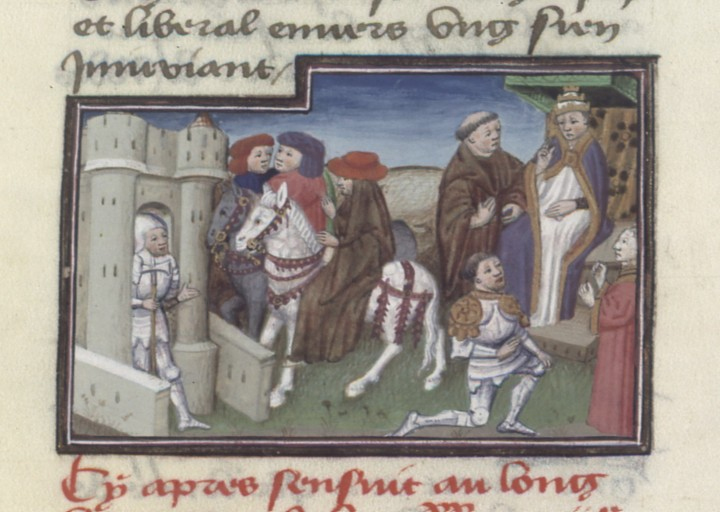
Ghino di Tacco davanti a Bonifacio VIII in un'immagine contenuta in un'edizione francese del Decameron risalente al XV secolo

Compiuto questo macabro ma teatrale gesto, Ghino tornò a compiere scorribande in val d'Orcia, continuando ad alimentare attorno a sé un alone leggendario di fiero ed imbattibile guerriero. È in questo periodo che si colloca l'altro fatto che riportò Ghino alla ribalta letteraria. Boccaccio, nella II novella del X giorno del Decameron, parla del trattamento che Ghino di Tacco riservò all'abate di Cluny. Questi, nel viaggio di ritorno da Roma dopo aver portato al papa Bonifacio VIII il frutto della riscossione dei crediti della Chiesa francese, decise di curare il suo mal di fegato e stomaco (dovuto ai bagordi romani) con le acque termali di San Casciano dei Bagni, già allora nota stazione termale. Ghino, saputo dell'arrivo dell'importante e ricco abate, organizzò l'imboscata e lo rapì, senza causargli alcun male. Ghino rinchiuse l'abate nella sua torre della rocca di Radicofani, nutrendolo solo a pane, fave secche e vernaccia di Corniglia. Questa dieta fece miracolosamente passare il mal di stomaco all'abate, il quale convinse il papa a perdonare Ghino di Tacco per l'assassinio del giudice Benincasa, nominandolo addirittura Cavaliere di San Giovanni e Friere dell'ospedale di Santo Spirito, facendolo benvolere anche da Siena.
Un episodio simile viene narrato in una novella quattrocentesca di san Bernardino da Siena. Ghinasso incontra «uno abbate grasso grasso», diretto al Bagno di Petriuolo al fine di dimagrire e guarire dal mal di stomaco. Dopo averlo preso in custodia, lo tiene alcuni giorni rinchiuso, dandogli solo fave e acqua fresca per i primi tre giorni. Successivamente aumenta la razione con del pane secco. Dopo la cura l'abate è guarito: Ghinasso lo interroga sulla cifra che avrebbe speso ai bagni e chiede al religioso la somma. L'abate, giunto a Roma, raccomanda Ghinasso a tutti coloro che abbiano un problema simile al suo.

### La fine
Alcuni storici ritengono che Ghino sia morto a Roma. Secondo altri, invece, a seguito del perdono papale e quello senese, Ghino di Tacco non dovette più nascondersi e darsi alla macchia ma, da «gentiluomo» qual era, si dedicò agli altri, tanto che, nel secondo ventennio del XIV secolo, morì assassinato cercando di sedare una rissa fra fanti e contadini scoppiata a Sinalunga, a soli due chilometri dal suo luogo di nascita. Tra quelli che ritengono che Ghino sia morto a Sinalunga vi è Benvenuto da Imola, ritenuto abbastanza attendibile perché quasi coevo di Ghino, del quale diceva, tra l'altro, che non fu infame come alcuni scrivono... ma fu uomo mirabile, grande, vigoroso, contribuendo all'opera di riabilitazione del personaggio, già iniziata da Dante prima e Boccaccio poi.

## La memoria in tempi moderni
- Bettino Craxi firmava con lo pseudonimo "Ghino di Tacco" i suoi articoli e i suoi editoriali di analisi politica pubblicati dal giornale l'Avanti!, organo del Partito Socialista Italiano (PSI) ed arrivò a scriverne una biografia. Lo pseudonimo venne preso come risposta adottando l'epiteto con il quale il direttore de La Repubblica Eugenio Scalfari aveva spregiativamente accostato la sua «rendita di posizione», nel quadro politico italiano, a quella del celebre bandito medievale che, dalla rocca di Radicofani, calava sui viandanti della via Francigena, allora unica via di comunicazione tra Firenze e Roma.
- Nel 1993 Mondadori ha pubblicato Benito di Tacco, libro di illustrazioni satiriche realizzate da Giorgio Forattini su Bettino Craxi. In copertina, lo stesso Craxi è raffigurato come un bandito.
- A Radicofani, teatro delle sue gesta, e a Sinalunga, probabile luogo della sua morte, sorgono due monumenti in onore del brigante.